# أرايا-مايستو
بلدية أرايا-مايستو (بالإسبانية: Arraya-Maestu) هي بلدية تقع في مقاطعة ألافا التابعة لإقليم الباسك شمال إسبانيا.

## الديموغرافيا
يبلغ عدد سكان بلدية أرايا-مايستو 722 نسمة عام 2011 (وفقاً للمعهد الوطني للإحصاء الإسباني).
| 684 | 712 | 733 | 734 | 718 | 710 | 722 |